# Cristina Cabañas i Rodríguez
Cristina Cabañas i Rodríguez   (Lloret de Mar, 21 de setembre de 1974) és llicenciada en farmàcia i diplomada en òptica i optometria. Des del febrer del 2014 és la presidenta del grup Guitart Hotels, amb seu a Lloret de Mar, i de la Fundació Climent Guitart, dedicada al foment del turisme i del benestar social.
Cristina Cabañas, va estudiar la carrera de farmàcia, va fer de farmacèutica durant uns anys fins al 2014 fins que el 2014 amb la mort del seu cònjuge, Climent Guitart, que regentava una cadena d'hotels familiar amb una dotzena d'establiments, Cabañas, es va fer càrrec de Guitart Hotels. Va ser la fundadora del Sopar de Dones Solidàries de Lloret, el 2018 i dels premis Climent Guitart. Ha participat en la Fundació Joan Petit Nens amb Càncer.
El cognom Cabañas és el més antic de Lloret i té arrels des dels segles XIII i XIV. L'avi de Cristina Cabañas portava el cognom Font que pertanyia a Nicolau Font i Mig (1830-1908), que fou un dels indians més importants de Lloret.
Vídua de Climent Guitart, té tres fills, una nena i dos nens. El 2025 fou inclosa a la llista Forbes de les 100 dones més influents de Catalunya.